# Felix Gauder
Felix Gauder (* 1972) ist ein in Deutschland wirkender Musikproduzent. Er ist Gründer der Eurodance-Projekte Das Modul, E-Rotic, Novaspace und Blue Lagoon.

## Leben
Gauder wuchs in Stuttgart auf und besuchte die Waldorfschule Uhlandshöhe, die er 1990 mit dem Abitur abschloss. Während der Schulzeit gründete er gemeinsam mit Olaf Bossi, mit dem er noch heute zusammenarbeitet, eine Schülerband, die sich allerdings mit Ende der Schulzeit auflöste. Heute ist er Musikproduzent für nationale (etwa Andrea Berg, Vanessa Mai, Maite Kelly, Vincent Gross) und internationale Künstler (u. a. Art Garfunkel Jr.). 2019 schrieb er für US-Musikerin Pink den Titel (Hey Why) Miss You Sometime aus ihrem Album Hurts 2B Human.

## Autorenbeteiligungen und Produktionen (Auswahl)
Felix Gauder als Autor (A) und Produzent (P) in den Charts

| Jahr | Titel Interpretation                         | Höchstplatzierung, Gesamtwochen, AuszeichnungChartplatzierungen (Jahr, Titel, Interpretation, Platzierungen, Wochen, Auszeichnungen, Anmerkungen) | Höchstplatzierung, Gesamtwochen, AuszeichnungChartplatzierungen (Jahr, Titel, Interpretation, Platzierungen, Wochen, Auszeichnungen, Anmerkungen) | Höchstplatzierung, Gesamtwochen, AuszeichnungChartplatzierungen (Jahr, Titel, Interpretation, Platzierungen, Wochen, Auszeichnungen, Anmerkungen) | Höchstplatzierung, Gesamtwochen, AuszeichnungChartplatzierungen (Jahr, Titel, Interpretation, Platzierungen, Wochen, Auszeichnungen, Anmerkungen) | Anmerkungen                                                  |
| Jahr | Titel Interpretation                         | DE | AT | CH | UK | Anmerkungen                                                  |
| ---- | -------------------------------------------- | --- | --- | --- | --- | ------------------------------------------------------------ |
| 1994 | Max Don’t Have Sex with Your Ex A, P E-Rotic | DE7 Gold · (22 Wo.)DE | AT12 (12 Wo.)AT | CH14 (14 Wo.)CH | UK45 (2 Wo.)UK | Erstveröffentlichung: 23. Juni 1994 Verkäufe: + 250.000      |
| 1995 | Fred Come to Bed P E-Rotic                   | DE3 Gold · (18 Wo.)DE | AT5 (14 Wo.)AT | CH6 (16 Wo.)CH | UK90 (1 Wo.)UK | Erstveröffentlichung: 1. März 1995 Verkäufe: + 250.000       |
| 1995 | Sex on the Phone P E-Rotic                   | DE6 (14 Wo.)DE | AT2 (14 Wo.)AT | CH30 (8 Wo.)CH | — | Erstveröffentlichung: 6. Juni 1995                           |
| 1995 | Kleine Maus A, P E-Rotic                     | DE4 (17 Wo.)DE | AT5 (12 Wo.)AT | CH11 (13 Wo.)CH | — | Erstveröffentlichung: Juni 1995                              |
| 1995 | 1100101 A, P E-Rotic                         | DE16 (15 Wo.)DE | AT39 (1 Wo.)AT | — | — | Erstveröffentlichung: Oktober 1995                           |
| 2005 | Do You Really Want to Hurt Me P Blue Lagoon  | DE13 (10 Wo.)DE | AT21 (8 Wo.)AT | CH32 (6 Wo.)CH | — | Erstveröffentlichung: 26. Januar 2005 Original: Culture Club |
| 2005 | Heartbreaker P Blue Lagoon                   | DE22 (9 Wo.)DE | AT25 (8 Wo.)AT | CH57 (4 Wo.)CH | — | Erstveröffentlichung: 8. Juli 2005 Original: Dionne Warwick  |
| 2015 | Wolke 7 A, P Wolkenfrei                      | DE54 (7 Wo.)DE | AT71 (1 Wo.)AT | — | — | Erstveröffentlichung: 22. Mai 2015                           |
| 2016 | Sieben Leben für dich A, P Maite Kelly       | DE60 Gold · (1 Wo.)DE | AT60 (1 Wo.)AT | CH82 (1 Wo.)CH | — | Erstveröffentlichung: 9. September 2016 Verkäufe: + 200.000  |

Weitere Autorenbeteiligungen und Produktionen
- 2013: Wolkenfrei – Jeans, T-Shirt und Freiheit A, P
- 2013: Wolkenfrei – Du bist meine Insel P
- 2014: Wolkenfrei – Ich versprech dir nichts und geb dir alles A, P
- 2014: Wolkenfrei – Champs-Élysées A, P
- 2014: Wolkenfrei – Der Zaubertrank ist leer A, P
- 2015: Wolkenfrei – In all deinen Farben P
- 2015: Wolkenfrei – Wachgeküsst A, P
- 2015: Wolkenfrei – Ein Engel in der Weihnachtszeit A, P
- 2018: Vanessa Mai feat. Olexesh – Wir 2 immer 1 A, P
- 2023: Wolkenfrei – Uns gehört die Welt A, P
- 2023: Wolkenfrei – Selfie von heut Nacht A, P
- 2023: Wolkenfrei – Hotel Tropicana A, P